# KOHTA YAMAMOTO
KOHTA YAMAMOTO（コータ・ヤマモト、本名：山本 康太、1987年 - ）は、日本の作曲家、編曲家。東京都出身。

## 略歴
2015年に尚美ミュージックカレッジ専門学校を卒業後、作編曲家として活動を開始。アーティストへの楽曲提供・編曲のほか、ドラマ・アニメ・CMなどの映像作品用インスト曲も手がけている。
2022年、個人名義として初となるリミックスアルバム『Rearrangement Reaction』を配信限定でリリース。

## 主な作品

### アニメ
2017年
- 青の祓魔師 京都不浄王篇
- DIVE!!

2018年
- 七つの大罪 戒めの復活
- あかねさす少女

2019年
- Re:ステージ! ドリームデイズ♪
- 七つの大罪 神々の逆鱗

2020年
- 進撃の巨人 The Final Season
- キングダム（第3シリーズ）

2021年
- 七つの大罪 憤怒の審判
- 86-エイティシックス-
- Thunderbolt Fantasy 東離劍遊紀3

2022年
- 進撃の巨人 The Final Season Part 2
- キングダム（第4シリーズ）

2023年
- 大雪海のカイナ
- 進撃の巨人The Final Season 完結編（前編・後編）
- 贄姫と獣の王
- ダークギャザリング

2024年
- 魔都精兵のスレイブ
- 青の祓魔師 島根啓明結社篇
- 龍族 -The Blazing Dawn-
- 魔王軍最強の魔術師は人間だった
- メカウデ
- 青の祓魔師 雪ノ果篇

2025年
- 青の祓魔師 終夜篇
- ベルサイユのばら
- 桃源暗鬼

2026年
- リィンカーネーションの花弁

### ゲーム
- BLUE PROTOCOL[7]（2023年）

### 楽曲提供
- つるの剛士
  - 「君という名の翼」（編曲）
  - 「もう少し」（編曲）
- 佐咲紗花
  - 「Reworld」（作曲・編曲）
  - 「プラネタリー」（作曲・編曲）
- MUCC
  - 「儚くとも」（編曲）
- 渕上舞
  - 「リベラシオン」（作曲）
- さくら学院
  - 「Carry on」（編曲）
- 北川理恵
  - 「Grace Flowers（作曲・編曲）
- 七瀬彩夏
  - 「STAR RUSH」（作曲・編曲[8]）
- 『進撃の巨人』シリーズ
  - 「Abstract Lust」（作曲・編曲） / 歌：エレン・イェーガー（梶裕貴）
  - 「Helpless World」（作曲・編曲） / 歌：エレン・イェーガー（梶裕貴）
  - 「No matter where you are」（編曲） / 歌：ミカサ・アッカーマン（石川由依）
  - 「Far away」（作曲・編曲） / 歌：アルミン・アルレルト（井上麻里奈）
  - 「Rusty Honesty」（作曲・編曲） / 歌：ジャン・キルシュタイン（谷山紀章）
  - 「Alternative Drive」（作曲・編曲） / 歌：ベルトルト・フーバー（橋詰知久）、ライナー・ブラウン（細谷佳正）
  - 「Dark Side Of The Moon」（編曲） / 歌：リヴァイ（神谷浩史）
  - 「Hope Of Mankind」（編曲） / 歌：エルヴィン・スミス（小野大輔）
- 『アイドルマスター ミリオンライブ!』シリーズ
  - 「創造は始まりの風を連れて」（作曲・編曲） / 歌：七尾百合子（伊藤美来）、天空橋朋花（小岩井ことり）、箱崎星梨花（麻倉もも）、松田亜利沙（村川梨衣）、ロコ（中村温姫）
  - 「ZETTAI × BREAK!! トゥインクルリズム」（作曲・編曲） / 歌：トゥインクルリズム（中谷育〈原嶋あかり〉、七尾百合子〈伊藤美来〉、松田亜利沙〈村川梨衣〉）